# 1910 Fruitgum Company
1910 Fruitgum Company fue una banda de bubblegum pop estadounidense de finales de la década de los sesenta. El nombre de la agrupación viene de una envoltura que el cantante principal Frank Jeckell encontró en su ático. El grupo tuvo varios hits en Billboard Hot 100 como "Simon Says", "May I Take A Giant Step", "1, 2, 3, Red Light", "Goody Goody Gumdrops", "Indian Giver", "Special Delivery" y "The Train".[1]

## Carrera
La banda inició con el nombre de Jeckell and The Hides en Nueva Jersey en 1965. Los miembros originales fueron Frank Jeckell, Floyd Marcus, Pat Karwan, Steve Mortkowitz y Mark Gutkowski, todos originarios de la ciudad de Linden (Nueva Jersey).
En 1967, la banda firmó un contrato con la compañía discográfica Buddah Records, con la cual lanzaron 5 LP y varios sencillos. Asimismo, participaron en el LP The Kasenetz-Katz Singing Orchestral Circus. El primer sencillo exitoso de la banda, «Simon Says», fue escrito por Elliot Chiprut, pero Jeckell persuadió al resto de la banda para grabarlo. El sencillo alcanzó la posición número 4 en la Billboard Hot 100 y llegó a ocupar la segunda posición en la UK Singles Chart.
La banda comenzó a realizar giras, siendo teloneros para grupos como The Beach Boys. Aun así, la banda continuó grabando y lanzaron varios sencillos exitosos tales como «1-2-3 Red Light», «Indian Giver», «Goody, Goody Gumdrops» y «May I Take a Giant Step».
Eventualmente los miembros del grupo fueron reemplazados por los productores de Super K y los músicos que aparecen en los dos álbumes finales de 1910 Fruitgum Company, Indian River y Hard Ride, son completamente diferentes. 
En 2007, el fundador Frank Jeckell y Mick Mansuetto decidieron relanzar el grupo junto al baterista original Floyd Marcus y otros nuevos miembros. La agrupación tocó en el concierto Caravan of Stars XIV el 17 de noviembre de 2007 en Henderson (Tennessee).

## Miembros

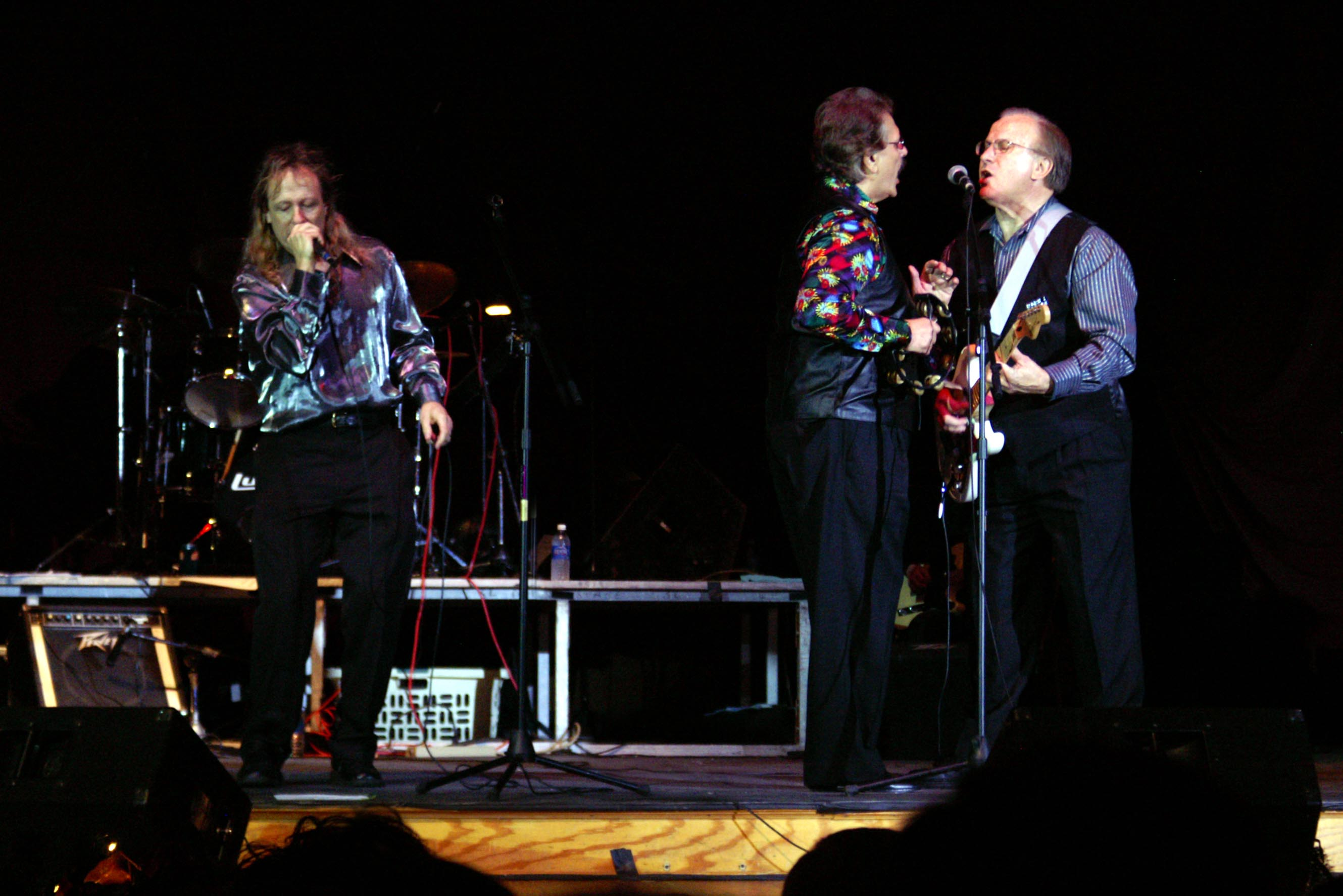
1910 Fruitgum Company tocando en vivo en noviembre de 2007.

### Miembros originales
- Frank Jeckell
- Mark Gutkowski
- Steve Mortkowitz
- Floyd Marcus
- Pat Karwan

### Miembros posteriores
- Bruce Shay
- Rusty Oppenheimer
- Larry Ripley

## Discografía

### Sencillos
- «Simon Says» / «Reflections From The Looking Glass» (1968)
- «May I Take A Giant Step (Into Your Heart)» / («Poor Old) Mr. Jensen» (1968)
- «1, 2, 3, Red Light» / «Sticky Sticky» (1968)
- «Goody Goody Gumdrops» / «Candy Kisses» (1968)
- «Indian Giver» / «Pow Wow» (1969)
- «Special Delivery» / «No Good Annie» (1969)
- «The Train» / «Eternal Light» (1969)
- «When We Get Married» / «Baby Bret» (1969)
- «Lawdy, Lawdy» / «The Clock» (1970)
- «Go Away» / «The Track» (1970)

### Álbumes
- Simon Says - Buddah BDM-1010 (mono) / BDS-5010 (estéreo) -- abril de 1968
- 1, 2, 3, Red Light - Buddah BDS-5022 - octubre de 1968
- Goody Goody Gumdrops - Buddah BDS-5027 - 1968
- Indian Giver - Buddah BDS-5036 - abril de 1969
- Hard Ride - Buddah BDS-5043 - 1969

### Recopilaciones
- Juciest Fruitgum - Buddah BDS-5057 - 1970
- The Best Of The 1910 Fruitgum Co. - Buddha 99799 - 2001